# 韓國海軍
大韓民國海軍（：／ Daehanminguk Haegun），通稱為韓國海軍（韩语：／ Hanguk Haegun），是韓國國軍的海上武裝部隊，由国防部指挥，主要任務是執行海上作戰及兩棲作戰，同時也是韓國三軍中最早誕生的軍種，於1948年改編自駐朝鮮美軍政廳時期的南朝鮮海岸警備隊，已於2015年建軍滿70週年。在體制上，尚包含了作為半獨立軍種的韓國海軍陸戰隊。
韓戰結束之後，韓國海軍的戰力主要用於對付朝鮮人民軍海軍任何具備沿岸作戰能力的船隻，但隨著韓國經濟成長之後，韓國軍方得以使海軍的裝備、規模更趨完善、擴大，以遏止外來攻擊，進而維護韓國在海上的國家主權、支援韓國外交政策。進入21世紀後，至海外參與維和行動也成為韓國海軍的任務之一。
2010年以後，韓國海軍的人員規模大約為68,000人左右，包含陸戰隊的27,000人。2011年後使用的艦艇約有170艘（排水量共計181,000噸），包含約12艘驅逐艦、12艘潛艇、32艘护卫舰，75艘巡逻艇。海軍第6航空戰團（海軍航空兵）則擁有約70架軍用飛機，當中包含定翼機及自轉旋翼機。海軍陸戰隊約有400輛履帶式車輛，包括自走炮。
韓國海軍計劃在2020年左右成為藍水海軍。

## 組織架構

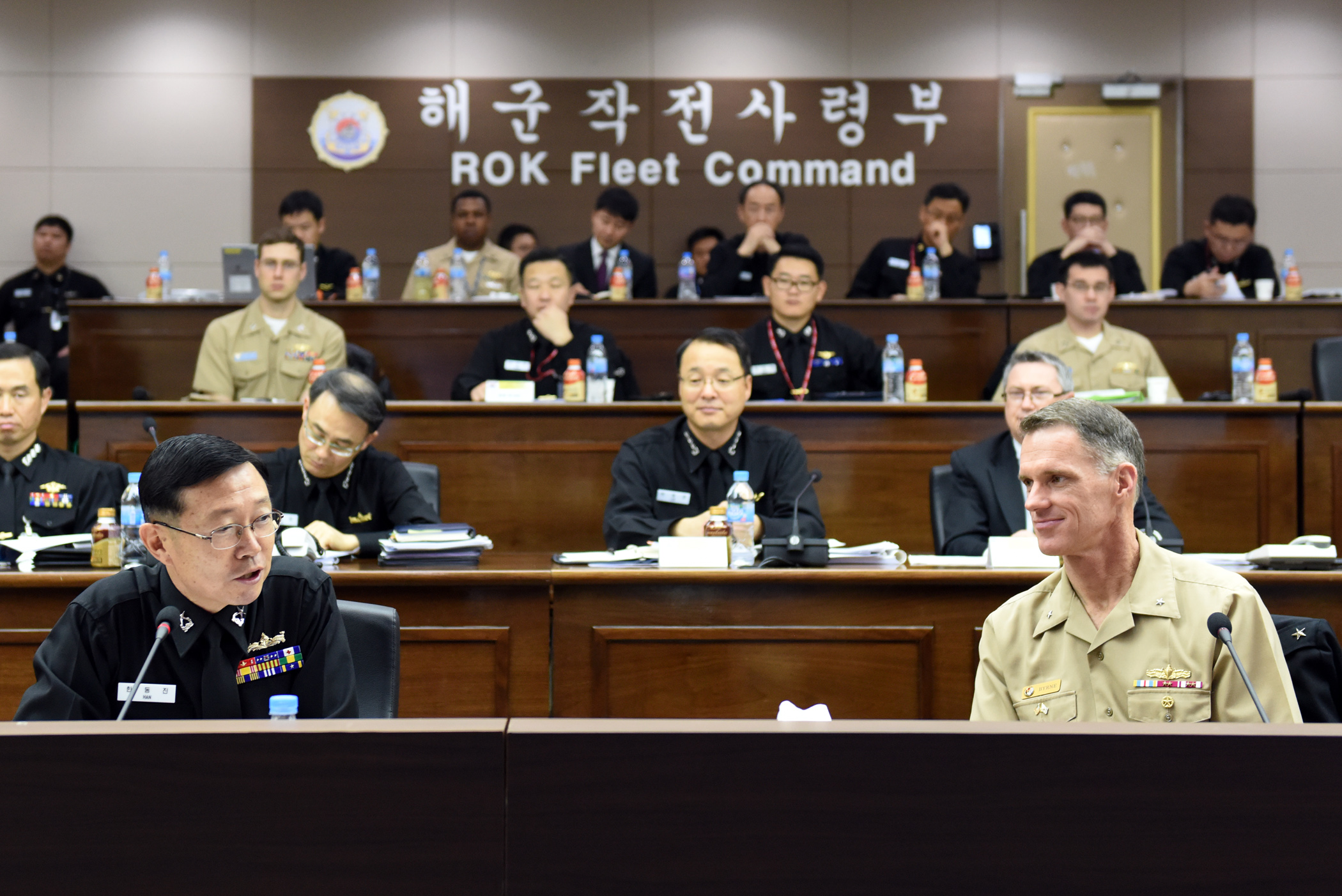
位於釜山的韓國海軍作戰司令部

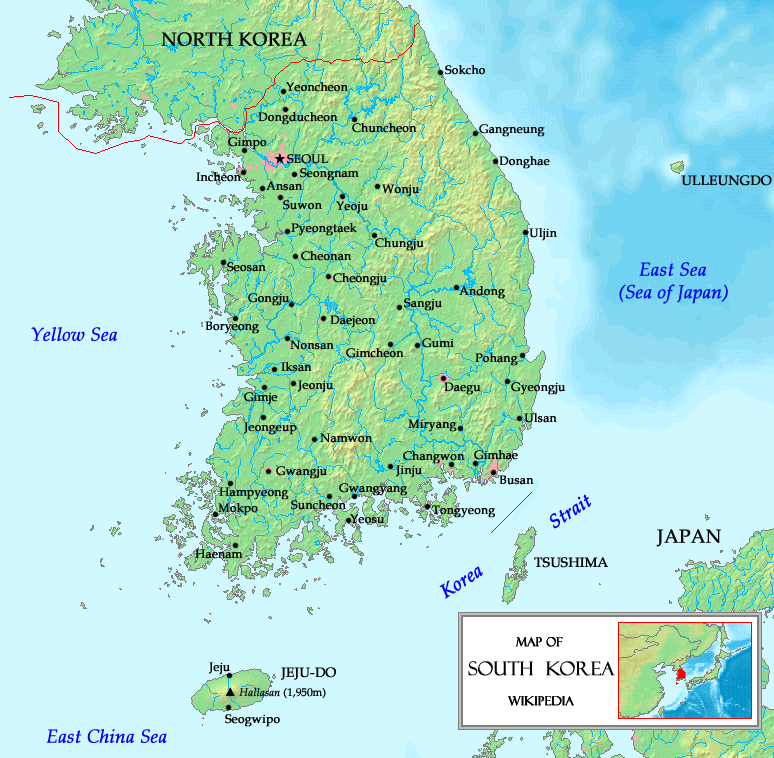
韩国周边海域示意图，海军三大舰队分别派驻东、西、南海域

釜山海军基地

海軍本部（해군본부，忠清南道雞龍市），由海軍参謀總長指揮。
- 海軍作戰司令部（朝鲜语：대한민국 해군작전사령부）（釜山市）
  - 海軍特戰戰團（특수전전단，參照美國海豹部隊建立[9]）
  - 海洋戰術情報團（해양전술정보단）
  - 第1艦隊（朝鲜语：대한민국 1함대）（江原道東海市） 
    - 第11驅逐艦戰隊（11구축함전대）
    - 第12巡邏艦戰隊（12초계함전대）
    - 第13高速艇戰隊（13고속정전대）
    - 第1戰備戰隊（1전비전대）
    - 第1基地戰隊（1기지전대）
    - 第1軍需戰隊（12군수전대）
    - 第108早期警戒戰隊（조기경보전대）
    - 第118早期警戒戰隊（118조기경보전대）

  - 第2艦隊（朝鲜语：대한민국 2함대）（京畿道平澤市） 
    - 第21驅逐艦戰隊（21구축함전대）
    - 第22巡邏艦戰隊（22초계함전대）
    - 第23高速艇戰隊（23고속정전대）
    - 第2戰備戰隊（2전비전대）
    - 第2基地戰隊（2기지전대）
    - 第2軍需戰隊（2군수전대）
    - 第218早期警戒戰隊（208조기경보전대）
    - 仁川海域防衛司令部（인천해역방어사령부）

  - 第3艦隊（朝鲜语：대한민국 3함대）（全羅南道木浦市） 
    - 第31驅逐艦戰隊（31구축함전대）
    - 第32巡邏艦戰隊（32초계함전대）
    - 第33高速艇戰隊（33고속정전대）
    - 第3戰備戰隊（3전비전대）
    - 濟州防衛司令部（朝鲜语：제주방어사령부）（）

  - 第5水雷兩棲戰團（朝鲜语：제5기뢰/상륙전단）（慶尚南道鎮海基地） 
    - 第52水雷戰隊（제52기뢰전대）
    - 第53登陸戰隊（제53상륙전대），獨島級登陸艦等
    - 第59機動建設戰隊（제59기동건설전대） 
      - 海難救助隊（朝鲜语：대한민국 해난구조대）（，）

  - 海軍航空司令部（朝鲜语：해군항공사령부_(대한민국)）（慶尚北道浦項市） 
    - 第61海上巡邏戰隊（61해상초계기전대）
    - 第62海上行動直升機戰隊（62해상작전헬기전대）
    - 第63海上機動直升機戰隊（63해상기동헬기전대）
    - 第65軍需戰隊（65군수전대）
    - 第66基地戰隊（66기지전대）
    - 第609教育訓練戰隊（609교육훈련전대）

  - 第7機動戰團（朝鲜语：대한민국 7기동전단）（濟州特別自治道西歸浦市）
    - 第71機動戰隊（71기동전대，釜山）備有世宗大王級驅逐艦、李舜臣級驅逐艦等
    - 第72機動戰隊（72기동전대，慶尚南道鎮海基地）備有世宗大王級驅逐艦、李舜臣級驅逐艦等
    - 第73機動戰隊（73기동전대，濟州特別自治道西歸浦市）備有世宗大王級驅逐艦、李舜臣級驅逐艦等

  - 潜艇司令部（해군잠수함사령부，慶尚南道鎮海基地） 
    - 第91潜艇戰隊（91잠수함전대）
    - 第92潜艇戰隊（92잠수함전대）
    - 第93潜艇戰隊（93잠수함전대）
    - 第95潜艇戰隊（95잠수함전대）
    - 第96潜艇戰隊（96잠수함전대）
    - 第97潜艇戰隊（97잠수함전대）
    - 第99潜艇戰隊（99잠수함전대）
    - 第909教育訓練戰隊（909교육훈련전대）
- 海軍陸戰隊司令部（해병대사령부，京畿道華城市） 
  - 第1海軍陸戰師／海龍部隊（朝鲜语：대한민국 1해병사단）（／，慶尚北道浦項市）
  - 第2海軍陸戰師／青龍部隊（／，京畿道金浦市、附屬於陸軍首都軍（朝鲜语：대한민국 수도군단））
  - 第6海軍陸戰旅／黑龍部隊（朝鲜语：대한민국 6해병여단）（／，仁川廣域市江華郡、西海岸島嶼防衛（停戰線附近）、附屬於陸軍首都防衛司令部）
  - 第9海軍陸戰旅／濟州部隊（朝鲜语：제9해병여단）（／，濟州特別自治道西歸浦市）
- 鎮海基地司令部（진해기지사령부）
  - 鎮海基地戰隊（진해기지전대）
- 軍需司令部（군수사령부，慶尚南道昌原市）
  - 情報通信戰隊（정보통신전대）
  - 整備廠（정비창）
- 教育司令部（교육사령부，慶尚南道昌原市） 
  - 海軍大學（朝鲜语：대한민국 해군대학）（大田市）
  - 情報通信学校（정보통신학교）
  - 技術行政学校（기술행정학교）
- 海軍官校（朝鲜语：대한민국 해군사관학교）（慶尚南道鎮海基地）

### 艦隊及戰團
韓國海軍最高指揮單位為海軍本部，其下的海軍作戰司令部轄有艦隊司令部（함대사령부；）、海軍陸戰隊司令部和第6航空戰團司令部，海軍總部設在忠清南道雞龍市，主要基地除釜山海軍作戰基地和鎮海海軍基地外，尚有東海、仁川、金山、木浦、蔚山、浦項以及濟州等基地。艦隊司令部設在鎮海基地，管轄三大艦隊，在和平時期同時為韓美聯合軍司令部下的「海軍構成軍司令部」（해군구성군사령부；），戰爭時期則是「韓美聯合海軍構成軍副司令部」（Deputy Commander Combined Naval Component Command）。

#### 第1艦隊
驻江原道东海市，负担東部海域－东海（即日本海）作战警备区的巡逻警戒和防御作战任务，在镇海、济州、新村设有前进基地，集中部署有韩国海军大部分P-3C反潜机飞机。第1舰队的责任海区地处前沿，作战任务较重。
- KDX-1导弹驱逐舰1艘：广开土大王971，
- 蔚山级导弹护卫舰3艘：马山955、庆北956、釜山959，
- 浦项级护卫舰9艘。

#### 第2艦隊
驻京畿道平泽市，负责西部海域－西海（即黄海）作战警备区的巡逻警戒和防御作战任务。由於守卫首都重要门户，作战任务最重。
- KDX-1导弹驱逐舰1艘：乙支文德972，
- 蔚山级导弹护卫舰4艘：汉城952、全南957、济州958、清州961，
- 浦项级护卫舰8艘（天安舰已经沉沒）。

#### 第3艦隊
驻全羅南道木浦市。负责南部海域－朝鮮海峽（即对马海峡）作战警备区的巡逻警戒和防御作战任务。舰队除防止朝鲜渗透的任务外，还要对前方海域作战集结与机动提供支援，以及進行近海防御。
- 浦项级护卫舰4艘。

#### 第5水雷兩棲戰團
驻鎮海。直属海军作战司令部指挥，主要是协助第3舰队负责南海海区作战警戒任务，同时负责对3大舰队及沿海岛屿实施支援、补给运输、并对东、西海域进行战时机动支援。
- KDX-1导弹驱逐舰1艘：杨万春973，
- KDX-2导弹驱逐舰2艘：忠武公李舜臣975、文武大王976，
- 蔚山级导弹护卫舰2艘：蔚山951、忠南953，
- 天池级舰队补给舰：天池57、大清58、华川59，
- 浦项级护卫舰2艘。东海级护卫舰4艘。

#### 海軍航空司令部
驻浦项，直属海军作战司令部，是韓國的海軍航空部隊。主要任务是反潜、对舰、海上反渗透作战。下辖2个飞行战队，整备战队、基地战队、训练战队各1个，擁有浦項（K-3）、鎮海（K-10）及木浦（K-15）三處海軍航空基地。装备P-3C反潜机8架，超级大山猫反潜直升机30架，ALT-3云雀反潜直升机6架，500MD型反潜直升机25架。

#### 第7機動戰團
駐濟州特別自治道西歸浦市，成立於2010年2月1日，是一支具備外海作戰能力，並可承擔海外派遣或海上航路防衛等任務的機動艦隊，基本編制包括韓國3艘7600噸級神盾驅逐艦世宗大王號、栗谷李珥號、西厓柳成龙號、6艘KDX－2多用途驅逐艦，未來可依實際狀況編入獨島號兩棲攻擊艦、FFX護衛艦、孫元一級AIP潛艇、P-3C反潜机及直升機等，戰力可匹敵日本海上自衛隊的新八八艦隊。

#### 海軍潜艇司令部
驻鎮海。1999年升格之前為第5混成戰團下的第57潛艇戰隊。下辖潜水艇战队、小型潜艇战队各1个。张保皋级常规潜艇9艘。小型潜艇3艘。未来还要采购214AIP型潜艇。

### 教育司令部
教育司令部位於慶尚南道昌原市，是韓國海軍的兩大岸上司令單位之一，主要任務是負責韓國海軍入伍新兵及韓國海洋警察廳的新進人員基礎訓練，於大田設有海軍大學。

### 軍需司令部
軍需司令部是韓國海軍另一個主要的岸上司令單位，負責海上單位的軍需、後勤事務，並管理鎮海基地內的船隻整備廠。

### 海軍官校
大韓民國海軍官校位於鎮海基地內，為一四年制學校，專門培育海軍軍官（韓語中稱軍官為「士官」），創校於1946年，官校畢業生授階為海軍少尉或海軍陸戰隊少尉。海軍官校並負責舉辦候補士官學校，開放一般大學畢業生或已服役的大學生入學受訓，成為海軍軍官。

## 軍階

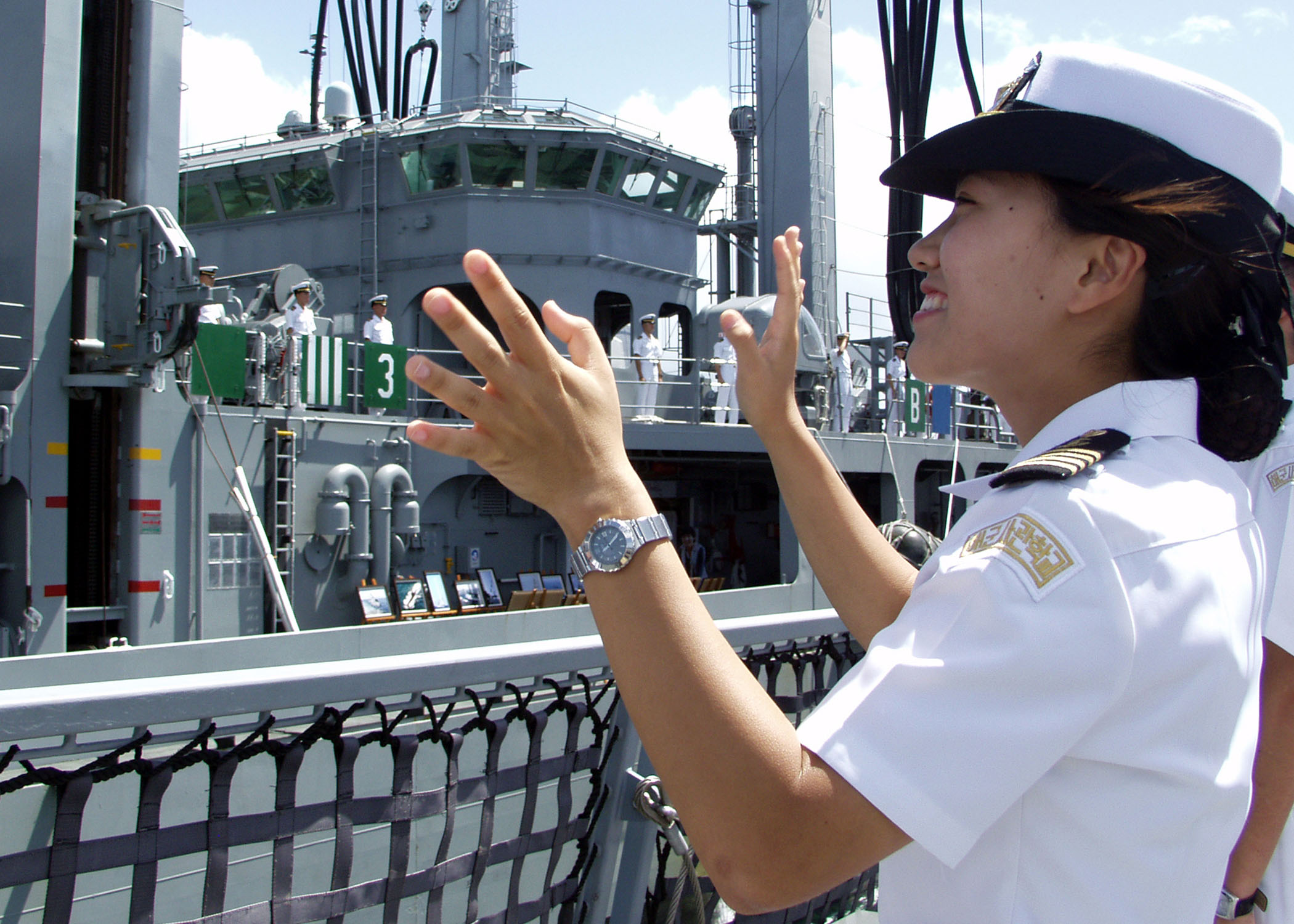
一位海軍女官校生向大清號（AOE-58 대청）上的官兵揮手

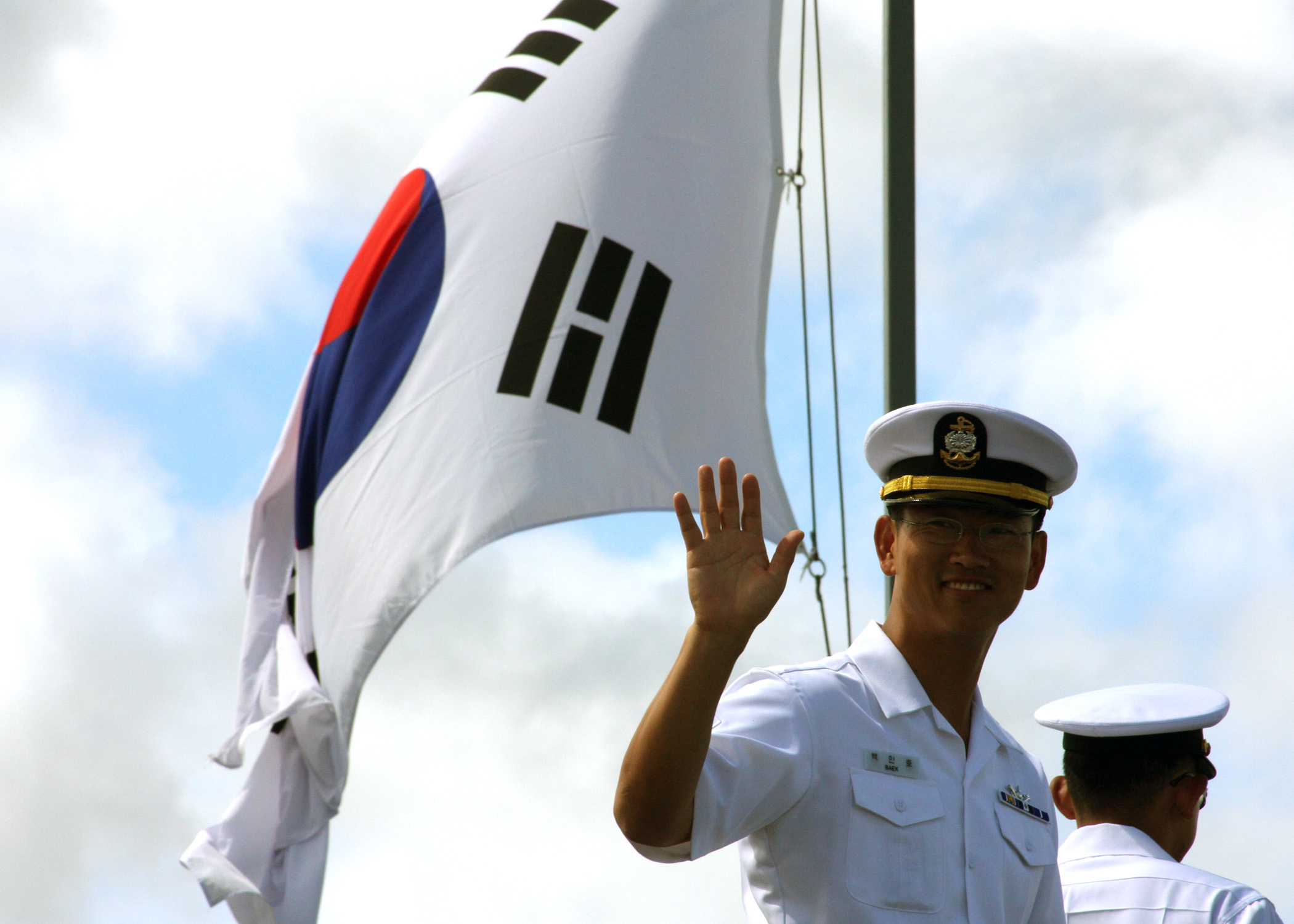
一位海軍士官登上文武大王號（DDH 976）

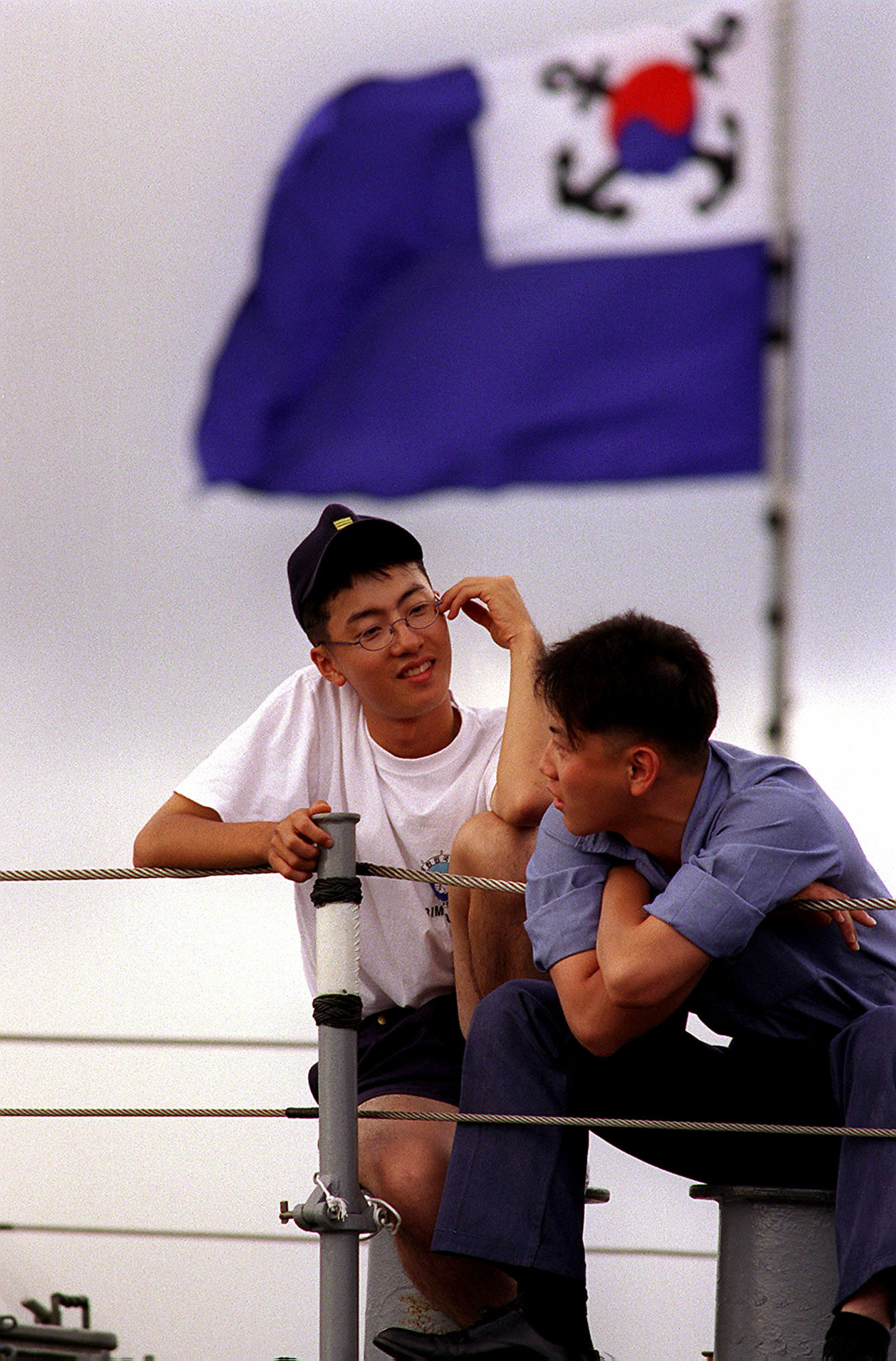
兩位正在休憩的水兵

| 中文軍階           | 軍銜圖樣 | 韓語軍階及對應漢字 | 英文軍階 |
| ------------------ | -------- | ------------------ | -------- |
| 帅級軍官（／元帅） |          |                    |          |
| 元帅               |          | ／元帅             |          |
| 將級軍官（／將星） |          |                    |          |
| 上將               |          | ／大將             |          |
| 中將               |          | ／中將             |          |
| 少將               |          | ／少將             |          |
| 准將               |          | ／准將             |          |
| 校級軍官（／領官） |          |                    |          |
| 上校               |          | ／大領             |          |
| 中校               |          | ／中領             |          |
| 少校               |          | ／少領             |          |
| 尉級軍官（／尉官） |          |                    |          |
| 上尉               |          | ／大尉             |          |
| 中尉               |          | ／中尉             |          |
| 少尉               |          | ／少尉             |          |
| 準軍官（／准士官） |          |                    |          |
| 准尉               |          | ／准尉             |          |
| （／副士官）       |          |                    |          |
| 士官長             |          | ／元士             |          |
| 上士               |          | ／上士             |          |
| 中士               |          | ／中士             |          |
| 下士               |          | ／下士             |          |
| 士兵（／兵）       |          |                    |          |
| 兵長               |          | ／兵長             |          |
| 上等兵             |          | ／上等兵           |          |
| 一等兵             |          | ／一等兵           |          |
| 二等兵             |          | ／二等兵           |          |

## 主要武器裝備

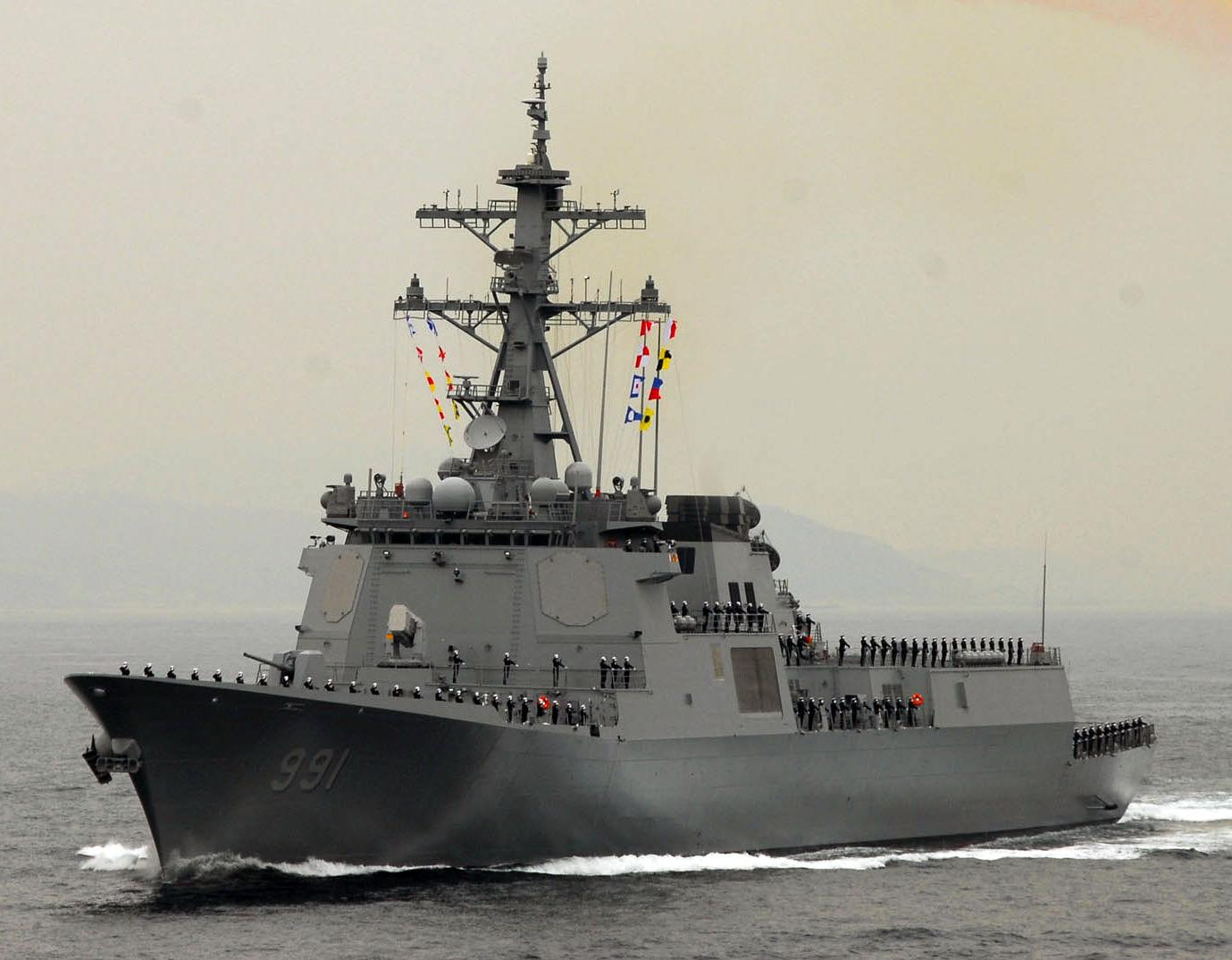
世宗大王號驅逐艦

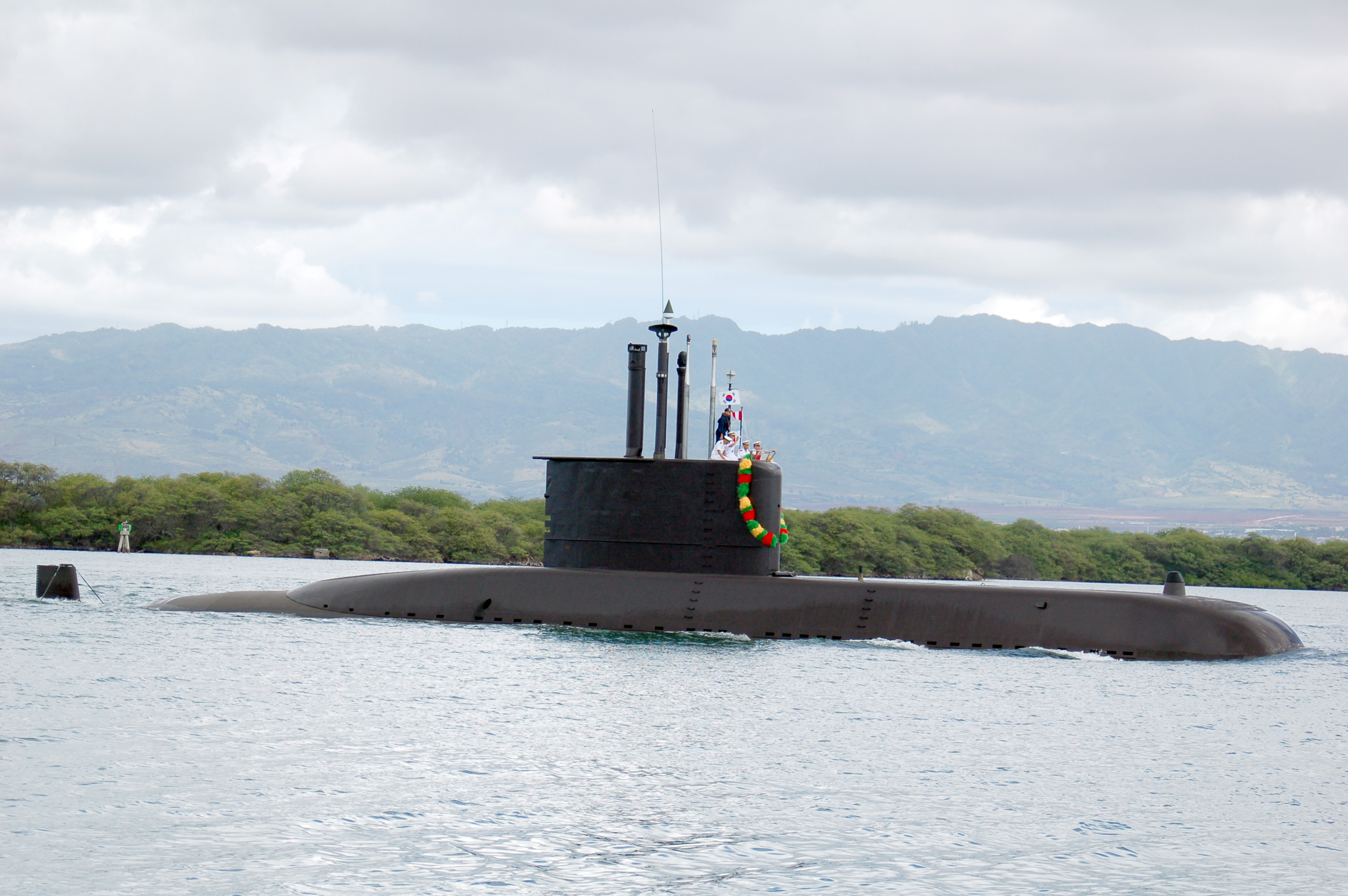
李瞬欣號潛艇

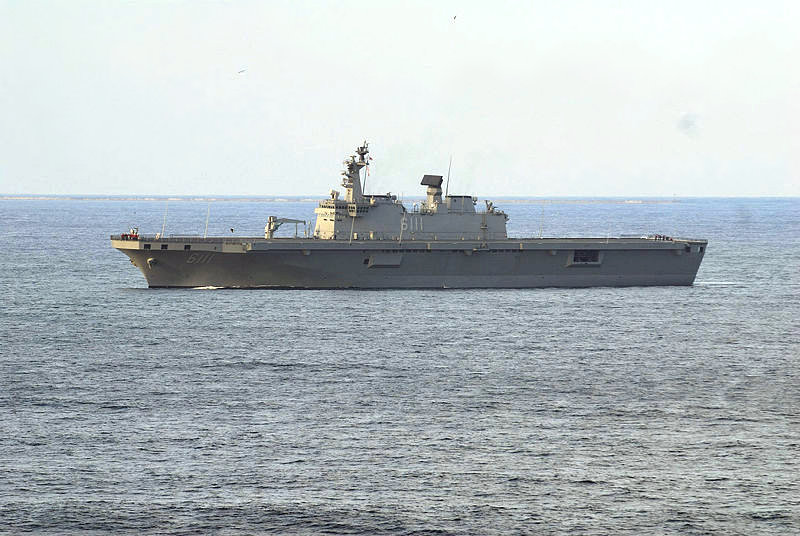
獨島號兩棲攻擊艦

### 艦艇
水面艦艇
驅逐艦12艘
- 正祖大王級驅逐艦（KDX-III Mod-2 DDG）：995正祖大王。
- 世宗大王級驅逐艦（KDX-III DDG）：991世宗大王、992栗谷李珥、993西厓柳成龙。
- 忠武公李舜臣級驅逐艦（KDX-II DDH）：975忠武公李舜臣、976文武大王號驅逐艦、977大祚荣、978王建、979姜邯贊、981崔莹。
- 廣開土大王級驅逐艦（KDX-I DDH）：971广开土大王、972乙支文德、973杨万春。

巡防艦13艘
- 忠南級巡防艦（FFX-III）：828忠南(已下水)
- 大邱級巡防艦（FFX-II）：818大邱(服役中)、819慶南(服役中)、821首爾(服役中)、822東海(服役中)、823大田（服役中）、825浦項（已交付）、826天安（已下水）、827春川（已下水）。
- 仁川級巡防艦（FFX-I）：811仁川、812京畿、813全北、815江原、816忠北、817光州。
- 蔚山級巡防艦（FFK）：951蔚山、952首爾、953忠南、955马山、956庆北、957全南、958济州、959釜山、961清州。

巡邏艦3艘
- 浦項級輕型護衛艦（PCC）：756浦项、757群山、758庆州(赠与秘鲁)、759木浦、761金泉(赠与越南)、762忠州(赠与菲律賓)、763晋州(赠与埃及)、765麗水(赠与越南)、766镇海、767顺天(赠与秘鲁)、768益山(赠与哥伦比亞)、769原州、771安東、772天安（沉没）、773富川、775城南、776堤川、777泰川、778束草、779榮州、781南原、782光明、783新興、785公州。

巡邏艇71艘
- 尹永夏級飛彈艇（PKG）：711尹永夏、712韓相國、713趙天衡、715黃道顯、716徐厚源、717朴東赫、718玄時學、719鄭兢謨、721池德七、722林炳來、723洪時旭、725洪大善、726韓文植、727金昌學、728朴東鎮、729金秀炫、733李秉哲、732全炳翼。
- PKM-R巡邏艇（PKG-B）:211Chamsuri。
- Chamsuri級巡邏艇（PKM）:少於50艘

佈雷支援艦2艘
- 元山級佈雷支援艦（英语：Wonsan-class minelayer）：MLS-560元山
- 南浦級佈雷支援艦（英语：Nampo-class minelayer）：MLS-570南浦

獵掃雷艦9艘
- 襄陽級獵雷艦（英语：Yangyang-class minesweeper）：MHC-571襄陽、MHC-572甕津、MHC-573海南
- 江景級掃雷艦：MHC-561 江景、MHC-562康津、MHC-563高靈、MHC-565金浦、MHC-566高敞、MHC-567 金化、

登陸艦12艘
- 獨島級兩棲攻擊艦：L-6111獨島號兩棲攻擊艦、L-6112馬羅島號兩棲攻擊艦
- 天王峰級戰車登陸艦：LST-686天王峰、LST-687天子峰、LST-688日出峰、LST-689露積峰
- 孤隼峰級戰車登陸艦（英语：Go Jun Bong-class LST）（LST）：681孤隼峰、682毘盧峰、683香爐峰、685聖人峰。

登陸艇
- 海鱔級氣墊登陸艇（英语：Tsaplya-class LCAC）：自俄羅斯海軍購入，3艘現役
- 級氣墊登陸艇：2艘現役
- LSF-1氣墊登陸艇：3艘現役[16]
- 黑鳶級氣墊登陸艇：4艘現役[16]

輔助艦9艘
- 昭陽級快速戰鬥支援艦:AOE-II 昭陽
- 天地级快速戰鬥支援艦：AOE-57 天地、58大清、59华川
- 統營號救援艦:ATS-31統營
- 平澤級救難艦：ATS-27管理、ATS-28光陽
- 清海鎮級潛艇支援艦（英语：Chung Haejin-class submarine rescue ship）：ASR-21 清海鎮
- 新天地級測量艦：AGS-11 新天地

潛艦
攻擊型潛艇21艘
- 岛山安昌浩级潜艇（SS）：083島山安昌浩號潛艇、085安武、086申采浩
- 214级潜艇（韓國海軍稱為孫元一級）（SS）：072孙元一、073郑地号潜水艇、075安重根、076金佐鎮、077尹奉吉、078柳寛順、079洪範図、081李范奭、082申乭石。
- 209級潛艇（韓國海軍稱為張保皋級）（SS）：061张保皋、062李春、063崔茂宣、065朴葳、066李丛茂、067郑运、068李瞬欣、069罗大勇、071李亿祺。

（粗體字 現役）
（斜體字 建造中）
（刪除線 除役）

### 飞行器

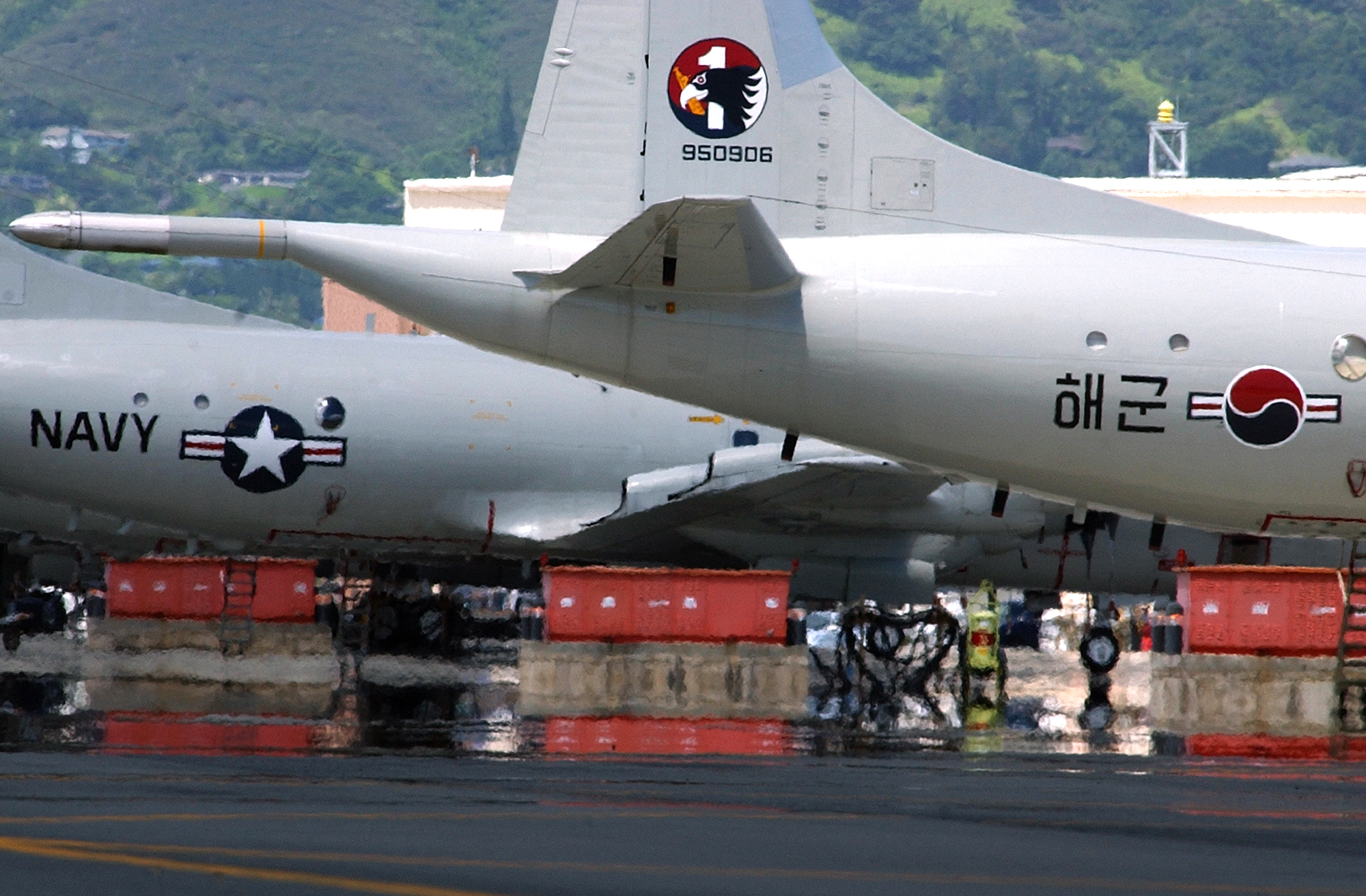
韓國海軍航空戰團與美國海軍的P-3獵戶座海上巡邏機於2004年軍演期間並列於夏威夷卡内奥赫（Kaneohe）的美國海軍陸戰隊航空基地

海軍第6航空戰團擁有的70架航空飛行器中，定翼機約20架，自轉旋翼機約50架（2011年）。
| 飛機                          | 種類           | 機型                         | 現役數量 | 備註                           |        |        |
| 定翼機                        | 定翼機         | 定翼機                       | 定翼機   | 定翼機                         | 定翼機 | 定翼機 |
| ----------------------------- | -------------- | ---------------------------- | -------- | ------------------------------ | ------ | ------ |
| P-8波賽頓海上巡邏機           | 反潛機         | P-8A                         | 6        |                                |        |        |
| P-3獵戶座海上巡邏機           | 反潛／偵察機   | P-3C P-3CK                   | 8 8      | - P-3B型由韓國航空宇宙產業改造 |        |        |
| F406凱旋II型機                | 輕型通用飛機   | F406                         | 5        | -                              |        |        |
| 直升機                        |                |                              |          |                                |        |        |
| KUH-1完美雄鷹直升機           | 反潜直升机     | KUH-ASW                      |          |                                |        |        |
| SH-60海鷹直升機               | 反潜直升机     | MH-60R                       | 12       |                                |        |        |
| 韋斯特蘭山貓直升機            | 反潜直升机     | Lynx Mk.99 Super Lynx Mk.99A | 11 11    | -                              |        |        |
| UH-60黑鷹直升機               | 通用運輸直升機 | UH-60P                       | 8        | 由大韓航空分公司KAL-ASD製造    |        |        |
| UH-1直升機                    | 通用運輸直升機 | UH-1H                        | 8        | -                              |        |        |
| 雲雀III型直升機               | 輕型運輸直升機 | SA-319B                      | 5        | 教練直升機                     |        |        |
| 奧古斯塔偉士蘭AW159野貓直升機 | 反潛用直升機   | AW159                        | 8        |                                |        |        |

## 相關影視作品
- 延坪海戰：2015年韓國電影，以第二次延坪海戰的真實故事改編，由金武烈、晉久、李玹雨主演。